# Architecture & Morality
Albums de Orchestral Manoeuvres in the Dark
Organisation
(1980) Dazzle Ships
(1983)
Architecture & Morality est le troisième album studio d'Orchestral Manoeuvres in the Dark, réalisé en 1981.
C'est sans conteste l'album le plus abouti du groupe, qui s'oriente vers un style new wave romantique et dance, avec l'utilisation de samples vocaux, du mellotron mais également de guitare (The New Stone Age, The Beginning and the End).
On y trouve le fameux single Souvenir ainsi que Joan of Arc.
L'album s'écoulera à près de 700 000 exemplaires en France.

## Listes des pistes

### Version originale
1. The New Stone Age – 3:22
2. She's Leaving – 3:28
3. Souvenir – 3:39
4. Sealand – 7:47
5. Joan of Arc – 3:48
6. Joan of Arc (Maid of Orleans) – 4:12
7. Architecture and Morality – 3:43
8. Georgia – 3:24
9. The Beginning and the End – 3:48

### Version remastérisée 2003 avec bonus
1. The New Stone Age – 3:22
2. She's Leaving – 3:28
3. Souvenir – 3:39
4. Sealand – 7:47
5. Joan of Arc – 3:48
6. Joan of Arc (Maid of Orleans) – 4:12
7. Architecture and Morality – 3:43
8. Georgia – 3:24
9. The Beginning and the End – 3:48
10. Extended Souvenir – 4:16
11. Motion and Heart (Amazon Version) – 3:07
12. Sacred Heart – 3:30
13. The Romance of the Telescope (Unfinished) – 3:22
14. Navigation – 3:00
15. Of All the Things We've Made – 3:25
16. Gravity Never Failed – 3:24